# جزر مثاني حالبي
الجزر المثاني الحالبي (بالإنجليزية: Vesicoureteral reflux )‏، هو حالة ارتجاع البول، أو تدفقه إلى الخلف، من المثانة إلى الحالب أو الكلى. يسافر البول عادة في اتجاه واحد (إلى الأمام) من الكلى إلى المثانة عن طريق الحالب، مع صمام في اتجاه واحد عند الموصل المثاني الحالبي (بالإنجليزية: vesicoureteral) لمنع الارتجاع. يتم تشكيل الصمام عن طريق نفق منحرف من الحالب البعيدة من خلال جدار المثانة، وخلق طول قصير من الحالب (1-2 سم) التي يمكن ضغطها عندما تمتلأ المثانة. يحدث ارتجاع إذا كان الحالب يدخل المثانة دون نفقية كافية.

## الأعراض والعلامات
معظم الأطفال الذين يعانون من جزر مثاني حالبي، لا تظهر عليهم أعراض، ويمكن تشخيص الجزر المثاني الحالبي نتيجة لتقييم إضافى لموه الكلية قبل الولادة، أو موه الحالب (اتساع غير طبيعي للحالب)، فضلا عن ارتجاع في الأخ (الاختبار الروتيني في أي ظرف من الظروف المثيرة للجدل). الارتجاع يزيد أيضا من خطر الإصابة بعدوى الجهاز البولي، أو التهاب الحويضة والكلية الحاد، لذلك يمكن إجراء اختبار للارتجاع بعد إصابة الطفل بواحد أو أكثر من العدوى.

## الأسباب
في الأشخاص الأصحاء الحالب يدخل المثانة البولية بشكل مائل، ويسير تحت المخاطية لبعض المسافة، بالإضافة إلى الارتباطات العضلية بالحالب، ويساعد ذلك على تأمين ودعم لهم من الخلف. تنتج كل هذه السمات معًا تأثير شبيه بالصمام، والذي يغلق فتحة الحالب أثناء تخزين وإفراغ البول. وفي الأشخاص الذين يعانون من الجذر المثاني البولي، تفشل هذه الآلية؛ مما يؤدي إلى تدفق البول إلى الوراء.
متلازمة هارديكار (بالإنجليزية: Hardikar syndrome) تشمل: جزر مثاني بولي، موه الكلية، فلح الشفة والحنك، انسداد الامعاء، وأعراض أخرى.

### الجزر المثاني البولي الأولي
عدم كفاية طول تحت المخاطية من الحالب نسبة إلى قطرها يسبب عدم كفاية الآلية الصمامية. ويعجل هذا عن طريق تشوه خلقي، مثل: عدم وجود العضلات الطولية للحالب داخل المثانة؛ مما بؤدى إلى عيوب في الوصلة الحالبية المثانية (بالإنجليزية: ureterovesicular junction).

### الجزر المثاني الحالبي الثانوي
في هذه الفئة، تكون الآلية الصمامية سليمة وصحية، ولكن يتم هزيمتها بواسطة الضغط المرتفع داخل المثانة المرتبط بالانسداد، والذي يقوم بتشويه الوصلة الحالبية المثانية. قد يكون الانسداد تشريحي، أو وظيفي؛ ولذلك، يمكن تقسيم الجزر المثاني الحالبي الثانوي إلى مجموعات تشريحية، ومجموعات وظيفية.

#### تشريحي
الصمامات الإحليلية الخلفية؛ ضيق إحليلى، أو صماخى. يتم التعامل مع هذه الأسباب جراحيا عندما يكون ذلك ممكنا.

#### وظيفي
عدم استقرار المثانة، مثانة عصبية، ومثانة غير عصبية. ومن الممكن أن تسبب عدوى الجهاز البولي ارتجاع؛ نتيجة للضغط المرتفع المصاحب للإلتهاب.
وعادة مايحدث حل للجزر المثاني الوظيفي، إذا ما تم علاج العوامل المرسبة له، وقد يشار إلى العلاج الطبي، أو الجراحي.

## التصنيف الدولي للجزر المثاني البولي
- الدرجة الأولى:

ارتجاع إلى الحالب غير المتسع.
- الدرجة الثانية:

ارتجاع إلى حوض الكلية، والكؤوس الكلوية بدون اتساع.
- الدرجة الثالثة:

درجة خفيفة/ معتدلة من اتساع الحالب، حوض الكلية، والكؤوس الكلوية.
- الدرجة الرابعة:

اتساع حوض الكلية، والكؤوس الكلوية، مع تعرج معتدل في الحالب.
- الدرجة الخامسة:

توسع إجمالي للحالب، حوض الكلية، والكؤوس الكلوية، تعرج في الحالب، وفقدان الانطباعات الحليمية.
كلما كان عمر المريض أقل، ودرجة العرض أقل، كلما زادت فرصة الحل التلقائي. معظم (حوالي 85٪) من حالات الدرجة الأولى والثانية، يتم حلها تلقائيًا. وحوالي 50٪ من حالات الدرجة الثالثة، ونسبة أقل من الدرجات العليا سوف تحل أيضا تلقائيا.

## التشخيص

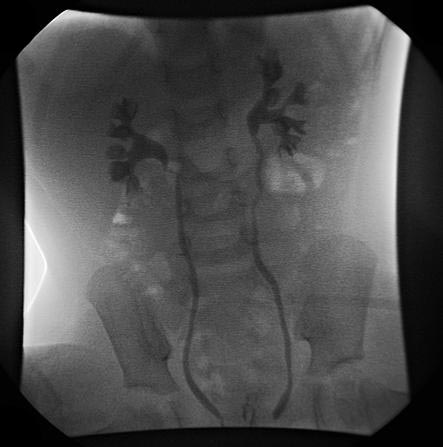
تصوير المثانة، و الإحليل الإفراغي بالكشف الفلوري، يظهر جزر مثاني حالبي، غير متسع، من الدرجة الثانية، على الجانبين.

يمكن استخدام الإجراءات التالية لتشخيص الجزر المثاني الحالبي:
- تصوير المثانة.
- تصوير المثانة، والإحليل الإفراغي بالكشف الفلوري.
- موجات فوق صوتية على البطن.
- تصوير ومضي (DMSA).

قد تشير الموجات الفوق صوتية على البطن إلى وجود جزر مثاني حالبي، وذلك إذا وُجد اتساع في الحالب. ولكن، في معظم حالات الجزر المثاني الحالبي، قليلة الدرجة، والمعتدلة، وحتى بالغة الخطورة، قد يكون التَخْطيطٌ التَصْوَاتِيِّ طبيعي تماما؛ ولذلك فإنها لا توفر فائدة كافية كاختبار تشخيصي وحيد لتقييم الأطفال المشتبه في وجود جزر مثاني حالبي عندهم، كالذين يعانون من موه الكلية قبل الولادة، وعدوى الجهاز البولي.
يعتبر تصوير المثانة، والإحليل الإفراغي بالكشف الفلوري هو الطريقة المفضلة للترتيب، وإجراء التشخيص المبدأي. ويجب أن يتم ربط مؤشر عالي من الشك بالحالات التي تُعرض بعدوى الجهاز البولي، ويجب أن يتم استبعاد الأسباب التشريحية، وينبغي إجراء تصوير المثانة، والإحليل الإفراغى بالكشف الفلوري، والموجات الفوق صوتية على البطن على هذه الحالات.
يستخدم التصوبر الومضي (DMSA) لتقييم ضرر المتني، والذي يتم رؤيته كندبة قشرية. بعد أول إصابة بعدوى الجهاز البولي الحموية، يكون الدور التشخيصي للتصوير الومضي هو اكتشاف الضرر قبل استخدام تصوير المثانة، والإحليل الإفراغي بالكشف الفلوري، والذي يتم استبعاده في الأطفال الذين ليس لديهم ندوب قشرية، أو اتساع في مجرى البول.
يعتبر التشخيص المبكر في الأطفال أمر بالغ الأهمية، كما أظهرت الدراسات أن الأطفال الذين يعانون من الجذر المثاني البولي، الذين يقدمون مع عدوى الجهاز البولي، والتهاب الحويضة، والكلية الحاد المرتبطة بهم أكثر عرضة للإصابة بتندب القشرية الكلوي الدائم من أولئك الأطفال دون جذر مثاني بولي، مع نسبة خلاف 2.8. وبالتالي فإن الجزر المثاني البولى لا يزيد فقط من معدل الإصابة بعدوى الجهاز البولي، ولكن أيضا يزيد من خطر الأضرار التي تلحق بالهياكل البولية العليا، والمرحلة النهائية للمرض الكلوي (بالإنجليزية: End Stage Renal Disease).

## العلاج
الهدف من العلاج هو تقليل العدوى، حيث أن العدوى هي التي تسبب تندب الكلى، وليس اللجذر المثاني البولي. يتم تقليل العدوى في المقام الأول عن طريق المضادات الحيوية الوقائية في حديثي الولادة والرضع الغير مدربين. وفي الأطفال الأكبر سنًا، ينبغي للأطباء وأولياء الأمور التركيز على معالجة الأمعاء والمثانة.
يعد الأطفال الذين يحتجزون البول، أو الذين يعانون من الإمساك، لديهم عدد أكبر من العدوى من الأطفال الذين يقومون بالإفراغ تبعا لجدول منتظم. وعندما تفشل المعالجة الطبية في منع عدوى الجهاز البولي المتكررة، أو إذا أظهرت الكلى تندب الكلى التفدمي، فإن التدخلات الجراحية قد تكون ضرورية.
ينصح بالمعالجة الطبية في الأطفال الذين يعانون من الدرجة 1-3 من الجزر المثاني البولي، حيث أن معظم الحالات سيتم معالجتها بطريقة تلقائية. ويشار إلى المعالجة الطبية كمحاولة في المرضى الذين يعانون من الدرجة الرابعة من الجزر المثاني البولي، وخاصة في المرضى الأصغر سنًا، وأولئك الذين يعانون من مرض من جانب واحد. أما المرضى الذين يعانون من الدرجة الخامسة، فيتم اختبار الرضع فقط على المعالجة الطبية قبل أن يشار إلى الجراحة. وتعتبر الجراحة هي الخيار الوحيد في المرضى الأكبر سنًا.

### الحقن بالمنظار
يشتمل الحقن بالمنظار على وضع هلام (جل) حول فتحة الحالب لخلق وظيفة صمام ومنع البول من التدفق إلى الخلف للحالب. يتكون الهلام من نوعين من الجزيئات القائمة على السكر يسمى ديكسترانومر، وحمض الهيالورونيك. وتشمل الأسماء التجارية لهذا الجمع ديفلوكس (بالإنجليزية:(Deflux ، وزيودكس (بالإنجليزية: Zuidex). كلا المكونين معروف جيدا من الاستخدامات السابقة في الطب. وهي أيضا متوافقة حيويا، مما يعني أنها لا تسبب ردود فعل كبيرة داخل الجسم. في الواقع، يتم إنتاج حمض الهيالورونيك بشكل طبيعي داخل الجسم.

### العلاج الطبي
ويشتمل العلاج الطبي على جرعة منخفضة من المضادات الحيوية حتى يتم حل الجزر المثاني البولي. ويتم إعطاء المضادات الحيوية ليلًا في نصف الجرعة العلاجية العادية، كما تختلف المضادات الحيوية المحددة المستخدمة على حسب عمر المريض. وتشمل:
- أموكسيسيلين، أو أمبيسيلين: في الأطفال الأصغر من 6 أسابيع.
- تريميثوبريم/سلفاميثوكسازول: من 6 أسابيع إلى شهرين.

وتعد هذه المضادات الحيوية مناسبة بعد شهرين:
- نيتروفورانتوين {5-7 ملغم / كغم / 24 ساعة}
- حمض ناليديكسيك
- تريميثوبريم/سلفاميثوكسازول
- تريميثوبريم
- السيفالوسبورين

يتم إجراء مزرعة البول كل 3 شهور؛ لاستبعاد عدوى الاختراق. كما يشار إلى الفحوصات الإشعاعية السنوية. وتعتبر النظافة العجانية الجيدة، والإفراغ الموقوت المزدوج، هي أيضا جوانب هامة من العلاج الطبي. كما يتم التعامل مع ضعف المثانة عن طربق إعطاء مضادات الكولين.

### العلاج الجراحي
من الضروري اتباع نهج جراحي في الحالات التي تنتج فيها عدوى اختراق على الرغم من الوقاية، أو إذا كان هناك عدم امتثال للوقاية. وبالمثل إذا كان الجزر المثاني الحالبي شديد (الدرجة الرابعة، والخامسة)، وإذا كان هناك تغييرات في الحويضة، والكلية، أو تشوهات خلقية. الأسباب الأخرى التي تتطلب التدخل الجراحي هي فشل النمو الكلوي، وتشكيل ندوب جديدة، والفشل الكلوي، وجزر مثاني حالبي في الفتيات المقتربة من سن البلوغ.
هناك أربعة أنواع من العمليات الجراحية المتاحة لعلاج الجزر المثاني الحالبي: بالمنظار، منظار البطن، منظار البطن بالمساعدة الروبوطية، الإجراءات المفتوحة (إجراءات كوهين، إجراء ليدبيتر-بوليتانو، تقنية ليش-غريغوير). وغالبا ما تكون إجراءات المناظير بالمنظار، والمنظار بالمساعدة الروبوطية شبيهة بالإجراءات المفتوحة الكلاسيكية في بيئات المنظار، والمنظار بالمساعدة الروبوطية.

## الوبائيات
وقد تم تقدير أن الجزر المثاني الحالبي موجود في أكثر من 10٪ من السكان. ويكون الأطفال الأصغر سنا أكثر عرضة له بسبب القصور النسبي في تحت مخاطية الحالب. تنخفض هذه الحساسية مع التقدم في السن؛ نتيجة لزيادة طول الحالب مع نمو الأطفال. في الأطفال الذين تقل أعمارهم عن 1 سنة مع عدوى الجهاز البولي، تزداد نسبة حدوث الجزر المثاني الحالبي إلى 70٪. وينخفض هذا العدد إلى 15٪ بحلول سن 12. على الرغم من أن الجزر المثاني الحالبي هو أكثر شيوعا في الذكور قبل الولادة، في وقت لاحق من الحياة، هناك رجحان للإناث، و 85٪ من الحالات تكون أنثى.

## المتابعة
توصي جمعية المسالك البولية الأمريكية بالرصد المستمر للأطفال المصابين بالجزر المثاني الحالبي، حتى يتم حل الاختلال، أو لم يعد مهم طبيا. تستخدم التوصيات للتقييم السنوي لضغط الدم، والطول، والوزن، وتحليل البول، والموجات فوق الصوتية على الكلى.

## اقرأ أيضا
- متلازمة كلوية
- متلازمة الالتهاب الكلوي الحاد
- التهاب كبيبات الكلى
- التهاب الحالب
- توسع الحالب
- تكرار الحالب